# Sheraton Huzhou Hot Spring Resort
Das Sheraton Huzhou Hot Spring Resort (chinesisch: 喜來登溫泉度假酒店, Pinyin: Xǐláidēng Wēnquán Dùjiǎ Jiǔdiàn) ist ein 27-stöckiges Luxushotel in der chinesischen Millionenstadt Huzhou. Es gehört zur Hotelkette Sheraton Hotels & Resorts und befindet sich am Ufer des Tai Hu.
Die toroidale Form des Hotelgebäudes erinnert an ein Hufeisen, bildet aber eigentlich ein Oval, da es zwei verbindende Geschosse unterhalb der Seeoberfläche gibt. Das vom chinesischen Architekturstudio MAD entworfene Gebäude wurde 2007 angekündigt und in den Jahren von 2008 bis 2013 erbaut. Hauptarchitekt war Ma Yansong. Das Hotel weist 282 Zimmer auf. Beim Bau wurde an verschiedenen Stellen Jade verwendet – etwa bei Lobbyboden, bei dem zudem Tigerauge verbaut wurde. Für die Säulen und Decken entschied man sich für Citrin. An der Decke finden sich darüber hinaus 20.000 Lichter mit Swarovski-Kristallen und natürlichen Kristallen aus Europa, die wellenförmig angeordnet wurden. Es ist 102 m hoch und wurde mit dem dritten Platz des Emporis Skyscraper Awards 2013 ausgezeichnet. 2014 wurde es mit dem Award of Excellence als „beste hohes Gebäude in Asien & Australasien“ bei den CTBUH Awards ausgezeichnet.
Zur Anlage zählen auch acht Villen, die ein separates „Spa-Dorf“ mit 40 heißen Quellen und einem Yachtsteg bilden. Die besondere Form wurde durch ein Stahlbetonrohr ermöglicht, das dem Gebäude zudem zusätzliche Stabilität verleiht. Die Aluminiumringe der Fassade verstärken im Zusammenspiel mit den Glaselementen den Effekt des Gebäudes. Durch die Ringform haben die Zimmer gleichmäßig gute Aussicht und es fällt viel natürliches Licht ein. Zudem besitzen sie Balkons innerhalb der Fassadennetze.